# Буш, Джерри
Джерард Л. «Джерри» Буш (англ. Gerard L. "Jerry" Bush; 6 сентября 1914, Бруклин, Нью-Йорк, США — 27 октября 1976, Линкольн, Небраска, США) — американский профессиональный баскетболист и тренер студенческих команд NCAA. Четырёхкратный чемпион НБЛ (1939—1940, 1944—1945), а также чемпион АБЛ (1942). Он играл в баскетбол в Университете Сент-Джонс в Нью-Йорке. В 1986 году он был введен в Зал славы атлетики Толедо.
Он является дедушкой нынешнего главного тренера мужской баскетбольной команды Университета Небраски в Линкольне Фреда Хойберга, а также двоюродным братом игрока Национальной баскетбольной лиги Джейка Ахирна.

## Ранние годы
Джерри Буш родился 6 сентября 1914 года в Бруклине, самом густонаселённом боро Нью-Йорка, учился в Куинсской школе Ньютаун-эт-Элмхёрст, в которой играл за местную баскетбольную команду. В 1937 году закончил в Университет Сент-Джонс, где в течение четырёх лет играл за команду «Сент-Джонс Ред Сторм», в которой провёл успешную карьеру. В 1986 году был включён в Спортивный Зал Славы Толидо.

## Профессиональная карьера
Играл на позиции форварда и центрового. В 1938 году Джерри Буш заключил соглашение с командой «Акрон Файрстоун Нон-Скидс», выступавшей в Национальной баскетбольной лиге и уже в своём дебютном сезоне помог выиграть своей команде турнир НБЛ, а в следующем сезоне повторил этот успех. Позже выступал за команды «Уилмингтон Блю Бомберс» (АБЛ), «Форт-Уэйн Золлнер Пистонс (НБЛ), «Андерсон Пэкерс» (НБЛ) и «Толидо Джипс» (НБЛ). Всего в НБЛ провёл 9 сезонов, а в АБЛ — 1 сезон. В своём единственном сезоне в АБЛ, где он играл в составе «Бомберс», Буш также стал чемпионом, а в сезонах 1943/1944 годов и 1944/1945 годов, будучи одноклубником Бобби Макдермотта, Бадди Дженнетта и Чика Райзера, Джерри в составе «Золлнер Пистонс» выиграл ещё два чемпионских титула и попутно вместе со своим партнёром Чарли Шиппом стал самым титулованным (по 4 титула) игроком НБЛ. Помимо этого один раз включался в 1-ю сборную всех звёзд НБЛ (1939), а также три раза — во 2-ю сборную всех звёзд НБЛ (1943—1945). После упразднения лиги был включён в сборную всех времён НБЛ. Всего за карьеру в НБЛ Джерри Буш сыграл 238 игр, в которых набрал 1147 очков (в среднем 4,8 за игру). Помимо этого Джерри в составе «Пистонс» пять раз участвовал во Всемирном профессиональном баскетбольном турнире, став его трёхкратным победителем (1944—1946).

## Тренерская карьера
После завершения профессиональной карьеры игрока Джерри Буш на протяжении семи лет работал на посту главного тренера в студенческой команде «Толидо Рокетс» (1947—1954), в которой имел положительную динамику побед и поражений (127—58). В сезоне 1953/1954 годов Буш выиграл с «Ракетами» регулярный чемпионат конференции Mid-American и попутно, впервые в истории команды, вывел «Рокетс» в плей-офф турнира NCAA, но уже в первом раунде она проиграла команде «Пенн Стэйт Ниттани Лайонс» со счётом 50—62, которая в итоге дошла до финала четырёх NCAA (англ. Final Four). В следующем сезоне Джерри сменил прописку, перебравшись в клуб «Небраска Корнхаскерс», в котором также занял должность главного тренера и руководил командой в течение девяти сезонов (1954—1963), но уже без особых успехов (81—132).

## Смерть
Джерри Буш скончался 27 октября 1976 года на 63-м году жизни в городе Линкольн (штат Небраска).